# Godfrey Kiprotich
Godfrey Chirchir Kiprotich (23 de noviembre de 1964) es un exatleta keniano especializado en carreras de larga distancia en ruta. Fue medallista de oro por equipos en el Campeonato Mundial de Media Maratón de la IAAF en 1994, al finalizar cuarto y liderar al equipo keniano —que incluía a Shem Kororia y Andrew Masai— hacia la victoria.

## Carrera
Kiprotich creció corriendo descalzo y asistió a la Escuela Secundaria St. Patrick de Iten, conocida por formar corredores exitosos de larga distancia. Comenzó a competir profesionalmente en 1991. Una de sus primeras apariciones fuera de Kenia fue en la prueba de una hora en La Flèche, Francia, donde recorrió 20 620 metros, la tercera mejor marca registrada por un atleta de la Mancomunidad. Ese mismo año corrió los 10 000 metros en el Memorial Adriaan Paulen con un tiempo de 27:47.94 minutos, y luego logró 13:33.13 minutos en los 5000 metros para terminar segundo en el Palio della Quercia. En septiembre de 1991 marcó una transición hacia las carreras en ruta al quedar sexto en la Media Maratón Le Lion.
En 1992 compitió en el circuito veraniego de carreras en ruta en Estados Unidos, logrando puestos entre los tres primeros en la Cascade Run Off, la Peachtree Road Race, la Utica Boilermaker y la Bix 7 Road Race. Ganó también la Media Maratón de Parkersburg con un tiempo personal de 62:34 minutos. Al año siguiente fue tercero en la Media Maratón de Hastings y en la Humarathon en Francia, aunque su regreso a Estados Unidos no tuvo tanto éxito. Nuevas victorias en media maratón en Parkersburg y Orlando, Florida le valieron la convocatoria para representar a Kenia en el Campeonato Mundial de Media Maratón de la IAAF en 1994. Allí logró su mejor marca personal de 61:01 minutos. Aunque no obtuvo medalla, su cuarto puesto lideró al equipo keniano —compuesto también por Shem Kororia y Andrew Masai— a ganar el título por equipos. A finales de ese año fue segundo en el Arturo Barrios Invitational y tercero en la Tulsa Run.
En 1995 volvió a destacar en la media maratón, terminando cuarto en la Humarathon con 61:17 minutos y logrando su tercera victoria en Parkersburg, aunque no alcanzó el podio en otras competencias. A finales de los años 1990 seguía entre los cinco primeros en importantes carreras en ruta en Estados Unidos, pero no volvió a ganar pruebas de alto nivel. Kiprotich entrenó junto al también keniano Evans Rutto y fue su liebre en varios maratones, incluyendo el Maratón de Chicago de 2003, que Rutto ganó. En sus últimos años, a comienzos de los años 2000, actuó como liebre en los maratones de Chicago, Nueva York, Los Ángeles, Maratón Country Music y Dubái. Logró completar la distancia en una ocasión, con un tiempo modesto de 2:23:58 en el Maratón de Róterdam de 1999.

## Mejores marcas personales
- 5000 metros – 13:33.13 (1991)
- 10 000 metros – 27:47.94 (1991)
- Carrera de una hora – 20 620 metros (1991)
- 10 km en ruta – 28:00 (1998)
- Media maratón – 1:01:01 (1994)
- Maratón – 2:23:58 (1999)

Según los registros de All-Athletics